# Aulacodes delicata
Aulacodes delicata là một loài bướm đêm trong họ Crambidae.